# Ilbono
Ilbono (sardinski: Irbòno) je grad i općina (comune) u pokrajini Nuoru u regiji Sardiniji, Italija. Nalazi se na nadmorskoj visini od 400 metara i ima 2 252 stanovnika.
 Prostire se na 31,13 km². Gustoća naseljenosti je 72 st/km².
Susjedne općine su: Arzana, Bari Sardo, Elini, Lanusei, Loceri i Tortolì.